# أليخاندرا ميلفو
أليخاندرا ميلفو (بالإسبانية: Alejandra Melfo) (ولدت في السادس والعشرين من شهر شباط عام 1965) هي عالمة فيزياء فينزويلية من أصل أوروغوياني. تشتهر ميلفو بالجهود التي بذلتها لدراسة الأنهار الجليدية والحفاظ عليها، وتحديداً قمة بيكو هومبولت، وهي أكبر نهر جليدي في فينزويلا.

## حياتها المبكرة
وُلدت ميلفو في مونتيفيديو عاصمة الأوروغواي، ثم انتقلت مع عائلتها إلى فينزويلا عام 1976 طالبين اللجوء هرباً من الديكتاتورية في الأوروغواي، وذلك عندما كانت ميلفو في الحادية عشر من عمرها. أصبحت لاحقاً مواطنة فنزويلية مجنسة، ودرست في جامعة الإنديز (ULA) في ميريدا، وحصلت على شهادة بكالوريوس عام 1989، ثم شهادة الماستر عام 1994، وأصبحت لاحقاً عضوة في هيئة التدريس ضمن جامعة الإنديز، بينما كانت تحضر لشهادة الدكتوراه في علوم الفيزياء الفلكية ضمن المدرسة الدولية للدراسات المتقدمة (أو SISSA) في تريستي في إيطاليا.

## مسيرتها المهنية
عملت ميلفو ضمن قسم الفيزياء في جامعة الإنديز، فكانت مديرة مركز أسس الفيزياء. ساهمت ميلفو في نشر أكثر من 20 مؤلف علمي خلال عملها منذ بداية تسعينيات القرن الماضي.
ركّز عمل ميلفو في البداية على التناظر الفائق، ثم أصبحت تُركز لاحقاً على انحسار الأنهار الجليدية، وتحديداً بيكو هومبولت، آخر نهرٍ جليدي في فينزويلا، أصبحت مهتمة بهذا المجال بعد أن تعرّفت على أبحاث أندري يارزبال، وهو عالم أحياء دقيقة يعمل في جامعة الإنديز. ترأست ميلفو أيضاً مجموعة من العلماء العاكفين على دراسة اضمحلال هذه الأنهار الجليدية جراء التغير المناخي.
اهتمت ميلفو أيضاً بالعمل الميداني أثناء إجراء أبحاثها حول الأنهار الجليدية، فقادت بعثةً إلى جبل بيكو بوليفار. حيث تدرّبت ميلفو على تسلق الجبال لأشهر قبل التوجه إلى النهر الجليدي، والذي ذاب بشكل كلي منذ تلك الفترة. وهذه البعثة هي واحدة من أصل بعثتين، تم خلالهما تجميع 600 سلالة ميكروبية لم تكن معروفة سابقاً، وذلك من أجل دراسة هذه السلالات وحفظها في مجمّدات.

## بعد التقاعد
تقاعدت ميلفو رسمياً من عملها عام 2016، لكنها استمرت بالعمل أثناء فترة الأزمة في فنزويلا على عكس باقي الأكاديميين، من ضمنهم أغلب طاقم مشروع Vida Glacial، اللذين قرروا الرحيل. حيث واجه العلماء الباقون الكثير من المصاعب أثناء العمل، كالحفاظ على العينات مجمدة وسط انقطاع التيار الكهربائي. كان ذوبان الأنهار الجليدية صادماً بالنسبة لميلفو، لكنها تعلم أن الأبحاث ستستمر مدة طويلة بالاعتماد على العينات المجموعة، كما تعتقد أن منظر الأنظمة البيئية النامية فوق مواقع الأنهار الجليدية الذائبة سيكون جميلاً وخلاباً. قالت ميلفو أيضاً أن اختفاء الأنهار الجليدية سيذكر البشرية بمسؤولياتها تجاه الكوكب والعناية به لتخفيف آثار التغير المناخي.
عملت ميلفو مع قريبها الموسيقي الأوروغوياني خورخي دريكسلر لتأليف أغنية بعنوان “Despedir a los glaciares” –وهي ضمن ألبومه Salavidas de hielo الصادر عام 2017 –تتحدث عن اختفاء الأنهار الجليدية والمشاكل التي أدت لحدوث ذلك. وفي عام 2017 أيضاً، كانت ميلفو ضمن لجنة التحليف المسؤولة عن تسليم جائزة Lorenzo Mendoza Fleury Science Prize.
بدأت ميلفو ومجموعة من طلاب البيولوجيا في جامعة الإنديز العملَ مع مشروع GLORIA–Andes عام 2019، حيث يركّز هذا المشروع على آثار التغير المناخي على التنوع الحيوي في الأماكن ذات الارتفاع العالي. لكنهم يواجهون أيضاً عدداً من المشاكل، كعدم القدرة على استخدام الحاسبات لتسجيل الملاحظات بسبب نقص حبر الطباعة، واعتمادهم على معدات تسلق الجبال المستمعلة أو التي يتم التبرع بها.

## روابط خارجية
- أليخاندرا ميلفو على موقع أول ميوزيك (الإنجليزية)
- أليخاندرا ميلفو على موقع ديسكوغز (الإنجليزية)